# Svartryggig vattentyrann
Svartryggig vattentyrann (Fluvicola albiventer) är en fågel i familjen tyranner inom ordningen tättingar.

## Utseende och läte
Svartryggig vattentyrann är en medelstor tyrann. Den är mestadels vit under och i ansiktet, med kontrasterande svart på hjässa och rygg. Även övergumpen är vit och vitt ses också i två vita vingband. Lätet består av ett kort och vasst "tic".

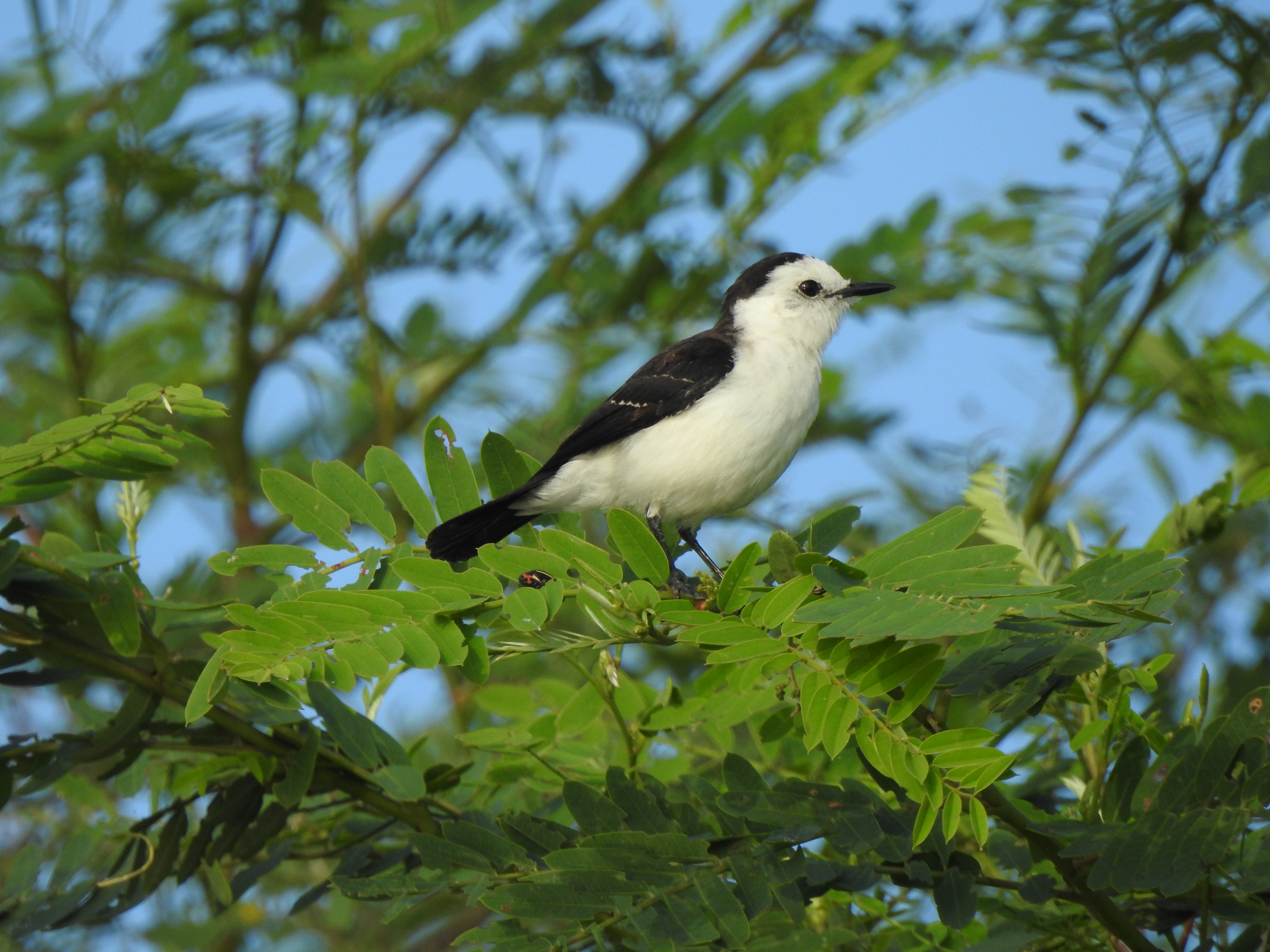

## Utbredning och systematik
Fågeln förekommer från Amazonområdet och östra Brasilien till östra Bolivia, Paraguay och norra Argentina. Den behandlas som monotypisk, det vill säga att den inte delas in i några underarter.

## Levnadssätt
Svartryggig vattentyrann hittas kring våtmarker, sjökanter och floder där den ses promenera på marken. Den vippar stjärten tydligt i sidled.

## Status
Arten har ett stort utbredningsområde och beståndet anses vara stabilt. Internationella naturvårdsunionen IUCN listar den därför som livskraftig (LC).